# Montbrand
Montbrand é uma comuna francesa na região administrativa da Provença-Alpes-Costa Azul, no departamento de Altos-Alpes. Estende-se por uma área de 25,03 km². Em 2010 a comuna tinha 60 habitantes (densidade: 2,4 hab./km²).